# 新马利京斯克市镇
新马利京斯克市镇（俄语：Новомальтинское муниципальное образование）是俄罗斯联邦伊尔库茨克州乌索利耶区所属的一个市镇。其下辖有2个居民点，行政中心为新马利京斯克。据2016年统计，该市镇的人口为人。